# 402 TCN
402 TCN là một năm trong lịch La Mã.